# Olecko-Kolonia
Olecko-Kolonia – kolonia w Polsce położona w województwie warmińsko-mazurskim, w powiecie oleckim, w gminie Olecko.
Część osady administracyjnie znajduje się w granicach miasta Olecko.
W latach 1975–1998 miejscowość należała administracyjnie do województwa suwalskiego.